# Georges de Bourguignon
Georges Camille Marcel de Bourguignon, né le 25 février 1910 à Woluwe-Saint-Lambert et mort le 31 décembre 1989 à Kraainem, est un escrimeur belge. Il a remporté la médaille de bronze du fleuret par équipes aux Jeux olympiques de 1948.
De Bourguignon pratiquait le fleuret et le sabre et connut du succès dans les deux armes. C'est au sabre qu'il obtint son principal résultat individuel en prenant la médaille d'argent du championnat du monde 1947 à Lisbonne. Sa première médaille internationale remonte à bien avant la seconde Guerre mondiale, au championnat international de 1930. Son rôle dans la médaille de bronze olympique de 1948 fut prépondérant, remportant trois assauts contre l'équipe des États-Unis dans une rencontre décisive pour la troisième place que la Belgique remporta sur le score serré de 9-7.

## Palmarès
- Jeux olympiques
  -  Médaille de bronze au fleuret par équipes aux Jeux olympiques de 1948 à Londres

- Championnats du monde d'escrime
  -  Médaille d'argent au sabre aux championnats du monde d'escrime 1947 à Lisbonne
  -  Médaille d'argent au sabre par équipes aux championnats du monde d'escrime 1947 à Lisbonne
  -  Médaille de bronze au fleuret par équipes au championnat international d'escrime 1930 à Liège